# دهستان زمکان
دهستان زمکان نام دهستانی در بخش مرکزی شهرستان ثلاث باباجانی، استان کرمانشاه در ایران است. براساس سرشماری مرکز آمار ایران در سال ۱۳۸۵، جمعیت آن ۶۹۹۸ نفر (۱۴۹۵ خانوار) بوده‌است.